# 黄金橋 (広島市)

黄金橋（おうごんばし）は、広島市南区の猿猴川に架かる道路橋である。

## 諸元
- 路線名 : 国道2号線（新広島バイパス）
- 橋長 : 513m
- 幅員 : 歩道3m + 車道?m + 分離帯1m + 車道?m + 歩道3m = 20m
- 上部工
  - 陸橋部 - 径間連続ポストテンション方式PCT桁橋
  - 河川橋部 - 径間連続鋼鈑桁橋
- 下部工 : RC逆T式橋台2基、RC張出式橋脚?基
- 基礎工 :
  - 橋台 - ?
  - 橋脚 - 陸橋部 - ?、河川部 - 井筒基礎

## 概要
- 西岸の仁保二丁目と東岸の向洋本町を結ぶ。橋名は西岸を見下ろす黄金山に由来する。上流に仁保橋、下流に東洋大橋が架かっている。
- 1967年7月架設。以来広島市内の交通の大動脈（国道2号線）として大きな役割を果たしている。西詰から広島県道86号翠町仁保線が分岐。

## 周辺施設など
- マツダ本社工場
- マツダE&T本社
- マツダアステック工場
- 仁保漁港
- 仁保IC
- 国道2号線の橋：黄金橋（猿猴川） - 平野橋（京橋川） - 新明治橋（元安川） - 新住吉橋（旧太田川） - 新観音橋（天満川） - 旭橋/新旭橋（太田川放水路）